# Viola bridgesii
Viola bridgesii là một loài thực vật có hoa trong họ Hoa tím. Loài này được Britton miêu tả khoa học đầu tiên năm 1889.